# Dear G–d…
Dear G–d… ist das Debütalbum der US-amerikanischen Melodic-Hardcore-/Post-Hardcore-Band Being as an Ocean. Es erschien am 23. Oktober 2012 über inVogue Records.

## Hintergrund
Being as an Ocean entstand im Jahr 2011 aus der Unblack-Metal-Band Vanguard und veröffentlichten ihre ersten Lieder im Januar 2011 noch unter diesem Namen. Diese heißen The Hardest Part Is Forgetting Those You Swore You Would Never Forget und Humble Servant, Am I, die beide später auch auf dem Album erscheinen sollten.
Das komplette Album wurde von Gitarrist Tyler Ross konzipiert und geschrieben. Das Album wurde in einem verlassenen Hotel in Downtown San Diego das The Palms hieß getrackt. Die ersten zwei Wochen wurden für die Aufnahmen des Schlagzeugs in Anspruch genommen, die darauffolgenden drei Wochen verbrachte die Band mit dem Aufnehmen der Gesangs- und Gitarrenspuren. Die Gruppe erarbeitete so täglich ein Lied. Nach dem Beenden der Aufnahmen wurde das Album von Brian Hood gemixt.
Am 28. Juni 2012 wurde die Gruppe von inVogue Records unter Vertrag genommen und das Album zunächst für den 18. September gleichen Jahres angekündigt. Ende August 2012 wurde das erste Musikvideo zum Stück The Hardest Part Is Forgetting Those You Swore You Would Never Forget veröffentlicht und das Album auf dem 23. Oktober 2012 verschoben. Es erschien letztes auch am 23. Oktober 2013

## Thematik und Musik
Die Lieder wurden von persönlichen Eindrücken von Sänger Joel Quartuccio beeinflusst. Er beschreibt das Album als eine Reise, die durch Konversationen, die er geführt hatte und Gefühle, die rausgelassen werden mussten, inspiriert wurden. Er verarbeitete seine Emotionen in einigen Liedern, da er diesen einen Ausdruck verleihen wollte. Er verglich diese Stücke mit Briefen, die er an Gott schreibt, weswegen auch der Albumtitel ausgewählt wurde.
Aufgrund der Message der Lieder und der musikalischen Vergangenheit der Musiker wird die Gruppe der christlichen Rockmusik zugeordnet. Joel Quartuccio sagte in einem Interview, dass es zwar Anzeichen für eine christliche Message gebe, er aber größtenteils eigene Erfahrungen und Emotionen in den Liedern verarbeite. Dies verdeutlichte er später in einem Interview mit dem deutschen FUZE Magazine, dass es sich bei Being as an Ocean nicht um eine christliche Band handle, obwohl er selbst gläubiger Christ sei. Er unterstützt die LGBT-Bewegung und vertritt die Meinung, dass auch homosexuelle Menschen christlich leben können. Quartuccio sieht Homosexualität als angeboren und nicht als Sünde.
Beschreiben lässt sich die Musik von Being as an Ocean auf dem Album als Melodic Hardcore mit Einschüben des Post-Hardcore. Auch sind vereinzelt Elemente des Djent und des Post-Rock hörbar, auch wenn diese lediglich rudimentärer Natur sind. Markant an der Musik der Band ist der Einsatz von Sprechgesang im Stil des Spoken Word in vielen Textpassagen der Lieder.

## Titelliste
| #   | Titel                                                                 | Komponist(en) | Länge | Anmerkungen |
| --- | --------------------------------------------------------------------- | ------------- | ----- | ----------- |
| 1.  | Nothing, Save the Power They're Given                                 | Tyler Ross    | 2:57  |             |
| 2.  | Dear G–d                                                              | Ross          | 3:17  |             |
| 3.  | The Hardest Part Is Forgetting Those You Swore You Would Never Forget | Ross          | 5:07  | 1. Single   |
| 4.  | This Loneliness Won't Be the Death of Me                              | Ross          | 4:33  |             |
| 5.  | The Sea Always Seems to Put Me at Ease                                | Ross          | 4:00  |             |
| 6.  | Salute e Vita                                                         | Ross          | 4:24  |             |
| 7.  | It's Really Not as Complicated as You're Making It Out to Be          | Ross          | 11:14 |             |
| 8.  | Humble Servant, Am I                                                  | Ross          | 4:40  |             |
| 9.  | This Room Is Alive                                                    | Ross          | 2:57  |             |
| 10. | We Will Never Be the Same                                             | Ross          | 3:30  |             |
| 11. | If They're Not Counted, Count Me Out                                  | Ross          | 4:56  |             |

## Bewerbung und Erfolg
Die Gruppe tourte exzessiv durch die Vereinigten Staaten. Darunter befand sich eine Konzertreise im Vorprogramm von Senses Fail als auch eine erste Headliner-Tournee. Im März 2013 spielte die Band erstmals in mehreren Staaten Europas, darunter in Deutschland, Schweden, im Vereinigten Königreich, in der Schweiz und Österreich.
Das Album stieg nicht in den offiziellen Albumcharts ein, sondern belegte Platz 27 in den Heatseekers Charts.